# Убице (филм из 1956)
Убице (рус. Убийцы) је студентски филм из 1956. совјетског и руског филмског редитеља Андреја Тарковског и његових колега студената Марике Бејку и Александра Гордона. Филм је заснован на краткој причи Убице Ернеста Хемингвеја, написаној 1927. године. Био је то први филм Тарковског, снимљен када је био студент на Институту за кинематографију Герасимов (ВГИК).

## Прича
Убице је адаптација кратке приче Ернеста Хемингвеја. Прича је подељена на три сцене. Прву и трећу сцену режирали су Беику и Тарковски, другу Гордон.
Прва сцена приказује Ника Адамса (Јули Фајт) како посматра два гангстера (Валентин Виноградов и Вадим Новиков) у црним капутима и црним шеширима како улазе у ресторан у малом граду где Адамс једе. Они кажу власнику Џорџу (Александр Гордон) да траже боксера Олеа Андресона и да желе да га убију. Они везују Ника Адамса и кувара Сема и чекају да се појави Оле Андресон. Три муштерије улазе у ресторан и Џорџ их испраћа. Једну од муштерија игра Тарковски, који звижди Успаванки из Бирдланда.
Друга сцена приказује Ника Адамса у посети Олеу Андресону ( Васиљ Шукшин ) у његовом скровишту, малој соби. Он упозорава Андресона на два гангстера, али Андресон је помирен са судбином и не жели да побегне.
Трећа сцена приказује Адамса како се враћа у ресторан и обавештава власника о Андресоновој одлуци.

## Глумачка подела
- Јули Фаит као Ник Адамс
- Александар Гордон као Џорџ
- Валентин Виноградов као Ал
- Вадим Новиков као Макс
- Јуриј Дубровин као 1. купац
- Андреј Тарковски као други купац
- Василиј Шукшин као Оле Андресон
- Ерменгелд Коновалов као кувар Сем

## Продукција
Ученици су морали да раде филмове у групама од по двоје или троје због недостатка опреме у филмској школи ВГИК. Андреј Тарковски и Александар Гордон замолили су Марику Бејку да ради са њима. Идеја за адаптацију кратке приче Ернеста Хемингвеја дошла је од Тарковског. Све улоге су играли студенти ВГИК-а, а камером и осветљењем су се бавили колеге студенти Алфредо Алварез и Александар Рибин.
Беику, Гордон и Тарковски су у студију филмске школе поставили амерички бар, који је у то време симбол изопачености и постаје мала атракција међу студентима. Реквизите су доносили ученици из својих домова, те од родбине и пријатеља. Филм је похвалио Михаил Ром, професор и учитељ Беикуа, Гордона и Тарковског.